# Jacques de Sores

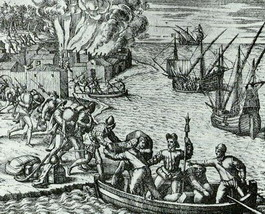
Jacques de Sores plündert Havana

Jacques de Sores (deutsch veraltet Jakob Sourie, * in Dieppe, Normandie) mit dem Beinamen L’Ange Exterminateur („der Vernichtungsengel“) war ein hugenottischer Freibeuter im 16. Jahrhundert.

## Leben
Vermutlich gelangte er 1553 als Kapitän unter dem Oberbefehl des mit einem Kaperbrief des französischen Königs ausgestatteten François Le Clerc in die Karibik und war dort an dessen Raubzügen gegen die spanischen Kolonien beteiligt, die in der Plünderung von Santiago de Cuba 1554 ihren Höhepunkt fanden. Anfang 1555 kehrte François Le Clerc wieder nach Europa zurück, während Jacques de Sores mit drei Kaperschiffen zurückblieb und die Küste Venezuelas unsicher machte.
Anschließend wandte er sich wieder gegen Norden und griff im Juli 1555 Havanna an. Die Stadt war zu diesem Zeitpunkt nur schlecht befestigt, so dass der dortige Gouverneur die Stadt nach zweitägiger Belagerung an de Sores übergab. Entgegen seinen Erwartungen fand dieser nur wenige Schätze vor, und als ein spanischer Versuch, ihn zu überrumpeln, scheiterte, ließ er die Gefangenen ermorden und die Stadt nach intensiver Plünderung nahezu vollständig niederbrennen. Als radikaler Calvinist soll er zuvor noch die katholischen Kirchen geschändet haben. Die Plünderung soll so effizient und die Zerstörung so groß gewesen sein, dass eine andere Gruppe Piraten, die im folgenden Winter die Stadt erreichte, nichts zum Plündern vorfand. Als Folge des Überfalls wurde Havanna stark befestigt. De Sores’ Überfall löste des Weiteren den ersten örtlichen kreolischen Aufstand gegen die spanische Kolonialmacht aus, der zwar erfolglos blieb, aber die erste Vorstufe eines kubanischen Nationalismus signalisierte.
Mit dem Beginn der Hugenottenkriege 1562 wandte sich Jacques de Sores dem protestantischen Königreich Navarra zu. Königin Jeanne d’Albret ernannte ihn zum Vizeadmiral; de Sores fuhr unter der Flagge Navarras. Sein damaliger Heimathafen war die Hugenottenfestung La Rochelle.
1570 kreuzte er mit fünf Schiffen zwischen Madeira und den Kanarischen Inseln. Am  15. Juli enterte seine Mannschaft bei La Palma das Schiff des Jesuiten-Provinzial von Brasilien, Inácio de Azevedo. Jacques de Sores ließ de Azevedo und alle anderen Jesuiten an Bord bis auf einen töten. Die Jesuiten wurden später seliggesprochen und werden als die Vierzig Märtyrer von Brasilien bezeichnet.